# Asya Miller
Asya Miller (* 16. Oktober 1979 in Lapeer, Michigan) ist eine US-amerikanische Sportlerin, die neben Powerlifting (Bankdrücken) und Leichtathletik vor allem in der Sportart Goalball aktiv ist.

## Leben
Miller wuchs in Lapeer auf und wurde sehr von den sportlichen Aktivitäten ihrer Eltern beeinflusst. In ihrem elften Schuljahr wurde bei ihr Morbus Stargardt, eine sehr seltene juvenile Makuladegeneration, diagnostiziert. Nachdem sie 1997 ihren Abschluss an der East High School in Lapeer machte, besuchte sie die Western Michigan University. Dort kam sie in ihrem ersten Studienjahr mit der Sportart Goalball in Berührung und spielte bei den Western Michigan University Broncos, dem Goalballteam ihrer Universität. Nach der Beendigung ihres Studiums, das sie 2001 mit einem Bachelor of Arts in Criminal Justice abschloss, wurde Miller im Verteidigungsministerium tätig. 2008 erhielt sie ihren Master of Arts an der University of Colorado.
Sportlich setzte sie ihre Goalballkarriere bei den Kalamazoo Chaos Goalball und in der Frauennationalmannschaft der Vereinigten Staaten fort. Mit letzterem nahm sie am Malmö Lady Intercup in Schweden, am Défi sportif in Montreal sowie an den Paralympischen Spielen teil. Miller betätigte sich auch im Powerlifting (Bankdrücken) und im Diskuswurf. In ihrer über 15-jährigen sportlichen Karriere gewann sie mehr als 50 Medaillen, darunter jeweils eine paralympische Gold-, Silber- und Bronzemedaille, und stellte 13 Weltrekorde in Powerlifting und zwei in der Leichtathletik auf. 2001 wurde sie vom Olympischen Komitee der Vereinigten Staaten zur Sportlerin des Jahres gewählt, eine Ehre, die ihr 2005 auch die Disabilities Hall of Fame (ADHOF) zuteilwerden ließ. 2008 gewann Miller in Peking mit der Frauen-Goalballmannschaft eine Goldmedaille.
Seit 1988 ist sie als Freiwillige im Sports Education Camp der Michigan Blind Athletic Association tätig.
Miller ist mit ihrer Teamkollegin Jen Armbruster verheiratet.

## Erfolge
Sommer-Paralympics
- 2000 Sydney: Bronze (Diskuswurf)
- 2004 Athen: Silber (Goalball)
- 2008 Peking: Gold (Goalball)
- 2016 Rio de Janeiro: Bronze (Goalball)
- 2020 Tokio: Silber (Goalball)

Weltmeisterschaften
- 2000 Niederlande: Powerlifting World Championships
- 2003 Kanada: Powerlifting World Championships
- 2006 Spartanburg, S. C.: Goalball World Championships

Sonstige Wettbewerbe
- Malmö Lady Intercup, Schweden: 1. Platz (Goalball)
- Défi sportif, Montreal: 4. Platz (Goalball)